# دمیتری موراتوف
دمیتری موراتوف (روسی: Дмитрий Андреевич Муратов؛ زادهٔ ۳۰ اکتبر ۱۹۶۱) روزنامه‌نگار، مجری، سردبیر، و مجری تلویزیون اهل روسیه است. او در اتحاد جماهیر شوروی سوسیالیستی زاده شده و از سال ۱۹۸۷ میلادی تاکنون مشغول فعالیت است.
وی همچنین برندهٔ جوایزی همچون لژیون دونور (شوالیه)، جایزه صلح نوبل، جایزه آزادی مطبوعات، و نشان دوستی شده‌است.